# La Ferté-Bernard
Pour les articles homonymes, voir La Ferté (homonymie).
La Ferté-Bernard est une commune française, située dans le département de la Sarthe en région Pays de la Loire, peuplée de 8 769 habitants.
Située dans la région naturelle du Perche, la commune était rattachée à la province du Maine

## Géographie
La Ferté-Bernard est située dans la région naturelle du Perche (Perche sarthois), dans l'Est du département de la Sarthe, à 39 km Nord-Est du centre de Le Mans, et à l'intersection des départements de l'Orne et d'Eure-et-Loir. Elle est surnommée « la Venise de l'Ouest » en raison de son dédale de rivières en son centre (notamment l'Huisne et la Même). Avec ses deux lacs artificiels, son église et son centre historique, La Ferté-Bernard est devenue un lieu de séjours culturels et touristiques.

### Communes limitrophes
| La Chapelle-du-Bois                              | Préval           | Souvigné-sur-Même |
| Dehault, Saint-Aubin-des-Coudrais                | La Ferté-Bernard | Cherreau, Cherré  |
| Saint-Aubin-des-Coudrais, Saint-Martin-des-Monts | Cherré           | Cherré            |

### Climat
Pour un article plus général, voir Climat des Pays de la Loire.
En 2010, le climat de la commune est de type climat océanique dégradé des plaines du Centre et du Nord, selon une étude du CNRS s'appuyant sur une série de données couvrant la période 1971-2000. En 2020, Météo-France publie une typologie des climats de la France métropolitaine dans laquelle la commune est exposée à un climat océanique altéré et est dans une zone de transition entre les régions climatiques « Normandie (Cotentin, Orne) » et « Moyenne vallée de la Loire ».
Pour la période 1971-2000, la température annuelle moyenne est de 10,8 °C, avec une amplitude thermique annuelle de 14,4 °C. Le cumul annuel moyen de précipitations est de 704 mm, avec 11,7 jours de précipitations en janvier et 7,4 jours en juillet. Pour l'avenir, les paramètres climatiques de la commune estimés pour 2050 selon différents scénarios d'émission de gaz à effet de serre sont consultables sur un site dédié publié par Météo-France en novembre 2022.

## Urbanisme

### Typologie
Au 1er janvier 2024, La Ferté-Bernard est catégorisée petite ville, selon la nouvelle grille communale de densité à sept niveaux définie par l'Insee en 2022.
Elle appartient à l'unité urbaine de La Ferté-Bernard, une agglomération intra-départementale regroupant deux  communes, dont elle est ville-centre,,. Par ailleurs la commune fait partie de l'aire d'attraction de La Ferté-Bernard, dont elle est la commune-centre,. Cette aire, qui regroupe 37 communes, est catégorisée dans les aires de moins de 50 000 habitants,.

### Occupation des sols
L'occupation des sols de la commune, telle qu'elle ressort de la base de données européenne d’occupation biophysique des sols Corine Land Cover (CLC), est marquée par l'importance des territoires agricoles (57,4 % en 2018), en diminution par rapport à 1990 (69,6 %). La répartition détaillée en 2018 est la suivante : prairies (40,9 %), zones urbanisées (26,4 %), terres arables (16,5 %), zones industrielles ou commerciales et réseaux de communication (9,7 %), eaux continentales (3,8 %), espaces verts artificialisés, non agricoles (2,7 %). L'évolution de l’occupation des sols de la commune et de ses infrastructures peut être observée sur les différentes représentations cartographiques du territoire : la carte de Cassini (XVIIIe siècle), la carte d'état-major (1820-1866) et les cartes ou photos aériennes de l'IGN pour la période actuelle (1950 à aujourd'hui).

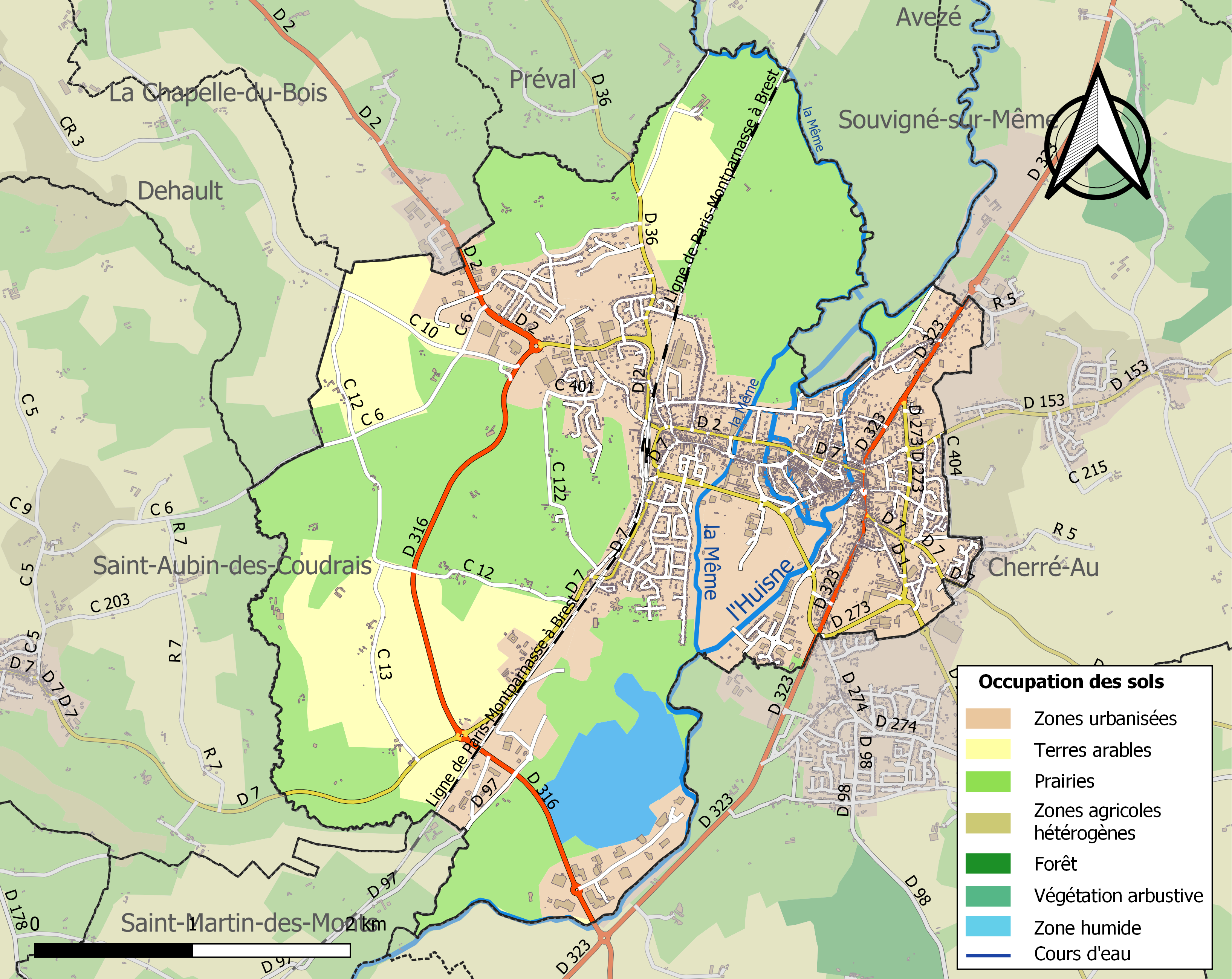
Carte des infrastructures et de l'occupation des sols de la commune en 2018 (CLC).

## Toponymie
En ancien français, ferté désigne un lieu fortifié, du latin firmitas, « solidité, consistance, fermeté ». Dix-neuf communes françaises se nomment La Ferté.
Durant la Révolution française, la commune porte les noms de La Ferté-les-Prés et La Ferté-sur-Huisne.
Le gentilé est Fertois.

## Histoire

### Moyen Âge
Avesgaud de Bellesme, évêque du Mans entre 995 et 1035, s'établit sur une île, en 1027, au milieu des marais formés par les bras de l'Huisne, dans un castrum firmitate, château-fort ou « ferté ». Dans la deuxième moitié du XIe siècle apparaît une dynastie de châtelains puis de seigneurs nommés Bernard, qui restent assez mal connus : Bernard Ier (fl. 1060, 1083, 1097 ; sa femme est peut-être fille de Nivelon III de Fréteval ; il accompagne à la Première croisade Rotrou de Montfort, fils benjamin de Rotrou du Perche) est présenté, avec ses frères Hugues et Gervais, fl. 1076, comme fils du châtelain Gauscelin le Normand ou de La Ferté (aussi fieffé en Vexin et en Chartrain, Gauscelin serait le gendre, par son mariage vers 1045, d'Humbaud II de Vierzon).
La Ferté, entre Chartres et Le Mans, est alors devenue pendant trois siècles une terre seigneuriale de la famille des Bernard. Les Bernard ont donc laissé leur nom à cette ferté, comme à Nogent-le-Bernard à proximité.
Selon l'érudit du XIXe siècle Léopold Charles, on trouverait ensuite, sous toute réserve :
- les fils de Bernard Ier, Bernard II l'Ancien (fl. vers 1096/1097, disparu avant 1133 ; sa femme se nomme Aimée) puis son frère Gervais (fl. 1133, 1138)
- Bernard III : fl. 1173, † 1190, fils ou petit-fils de Bernard II ou de Gervais ; s'il s'agit d'un petit-fils, il faut compter une génération supplémentaire, représentée par un certain Bernard le Jeune ; Bernard III se révolte aux côtés d'Henri Court-Mantel contre son père Henri II Plantagenêt ; il avait pour frère Hugues, trésorier de l'Église d'Angers et doyen du chapitre cathédral du Mans en 1214, et comme femme Isabelle, fille d'Yves III de Vieuxpont de Courville
- Bernard III et Isabelle de Vieuxpont-Courville furent parents de Bernard IV, Hugues et Geoffroy de La Ferté ; Bernard IV est cité dès 1188 avec son frère Hugues du vivant de leur père Bernard III ; il succède à leur père en 1190 et † en 1216/1220 ; membre de la Troisième croisade en 1190-1191 avec son frère Hugues, ce dernier ayant pu mourir à Zara en 1203 à la Quatrième Croisade qu'il avait rejointe en 1202 ; leur frère Geoffroy, fl. 1208 et disparu avant 1220, avait épousé Ade, dame de Brain-sur-l'Authion
- Hugues/Hues Ier, fils de Bernard IV, est l'auteur de trois sirventes contre la régente Blanche de Castille ; fl. 1220, † en 1232, laissant une Isabelle (de Pruillé ?) comme veuve : parents de Bernard V, Hugues, Stéphanie, Marie, Lucie et Elisabeth de La Ferté
- Bernard V : c'est probablement lui, ou son fils cadet Bernard le Vieux, qui fut un poète trouvère auteur d'un jeu-parti avec un duc de Bretagne du XIIIe siècle, peut-être Mauclerc ; sa femme se nommait Jeanne ; fl. dès 1233, il participa à la conquête des royaumes de Naples et Sicile avec son suzerain Charles, comte d'Anjou-Maine en 1246-1285 ; il revint en France et † après août 1270
- Hugues/Huet II, son fils, fl. 1272 ; il accompagna Philippe III dans son expédition de 1285 contre le roi d'Aragon Pierre III ; † vers 1302 (à Courtrai ?) ; il avait un frère cadet, Bernard le Vieux, fl. 1301, 1316
- Bernard VI le Jeune (dit aussi le plus Jeune), fl. 1315, 1319, fils d'Huet : il cèda La Ferté-Bernard en août 1318 au comte du Maine Philippe de Valois, cf. ci-dessous

La Ferté servit de lieu d'entrevues entre les rois de France et d'Angleterre : en 1168 entre Louis VII et Henri II Plantagenêt, une autre en 1189 entre le même Henri II et son fils Richard Cœur de Lion.
La fortune familiale se défait à un rythme accéléré sous Bernard VI, les aliénations du domaine seigneurial se multiplient, la Maison des Bernard périclite, et Amaury III de Craon (vers 1280-1333) est sur les rangs pour acquérir des terres en 1317. Mais il est concurrencé avec succès par Charles de Valois et son fils Philippe, respectivement comtes d'Anjou en 1290-1325 et 1325-1328, et comtes du Maine en 1290-1313 et 1314-1328 (Philippe de Valois étant l'arrière-petit-fils de Charles Ier d'Anjou ci-dessus, et le futur roi de France en 1328) : au château du Gué-de-Maulny en août 1318, les Valois-Anjou-Maine acquirent La Ferté-Bernard sur Bernard VI, qui obtint en échange Louplande. La Ferté-Bernard est désormais dans le domaine des comtes d'Anjou-Maine, ces provinces constituant avec la Touraine les comtés-douaires de la reine Jeanne de Bourgogne († 1349 ; femme de Philippe VI), puis des fiefs de son fils Jean le Bon (comte d'Anjou-Maine en 1332-1350, roi de France en 1350).
Jean le Bon vendit La Ferté à Ingelger Ier le Grand d'Amboise (vers 1300-1373), vente entérinée au Louvre par ses parents Philippe VI et Jeanne de Bourgogne en janvier 1336. En 1345, Ingelger céda La Ferté-Bernard à son beau-frère Guillaume Ier le Grand de Craon (vers 1318-1388 ; fils cadet d'Amaury III rencontré plus haut ; Guillaume et Ingelger avaient respectivement épousé deux sœurs vicomtesses de Châteaudun, Marguerite et Marie de Flandre-Dampierre-Termonde). Puis La Ferté passa à un fils cadet de Guillaume, Pierre le Grand de Craon (vers 1345-1409), aussi seigneur de Sablé et Précigné par acquisition en 1390 et jusqu'en 1392.
En 1392, le roi Charles VI ordonna la destruction du château des Bernard parce que le seigneur du lieu à l'époque, Pierre de Craon, avait participé en juin 1392 au deuxième et vain complot contre le connétable de France, Olivier de Clisson. En punition, le roi confisqua la seigneurie vers juillet 1392 et la confia à son frère cadet, Louis duc d'Orléans (1372-1407), avec Sablé et Précigné. À l'assassinat de Louis d'Orléans en novembre 1407 à Paris, ses descendants (il avait désigné dès 1403 son fils cadet Jean) ne purent garder La Ferté qui retourna aux Valois-Anjou-Maine, cousins de Louis d'Orléans, comme Sablé et Précigné l'avaient fait dès 1398.
La Ferté-Bernard partage alors le même destin féodal que ces deux fiefs aux XVe et XVIe siècles, cf. l'article Sablé : Marie de Châtillon-Blois-Bretagne dame de Mayenne et de Guise, veuve de Louis Ier d'Anjou ; leur fils Louis II ; leurs petits-fils Louis III, le roi René et Charles IV du Maine ; leur arrière-petit-fils Charles V d'Anjou-Maine et ses neveux d'Armagnac- Nemours-la Marche, aussi maîtres de Guise, Nogent-le-Rotrou et du Perche-Gouët jusque vers 1504 ; il y eut un intermède de 1445 à 1449 environ, Charles IV du Maine échangeant alors La Ferté à Jean comte d'Harcourt contre Mézières, Châtellerault, Aumale ; puis les Lorraine et les Lorraine-Guise, descendant à la fois de René d'Anjou et de Jean VII d'Harcourt ci-dessus : le duc René II de Lorraine (petit-fils du roi René et arrière-petit-fils de Jean d'Harcourt, il séjourna à La Ferté en février 1499) et ses fils : le duc Antoine, et Claude (1496-1550), premier duc de Guise, premier marquis de Mayenne (le marquisat-pairie de Mayenne, érigé en 1540, comportait Sablé et La Ferté-Bernard), comte d'Aumale, baron de Sablé, Elbeuf et La Ferté-Bernard, sire de Joinville.
Baronnie au moins depuis 1415, place forte fidèle au roi de France, la Ferté fut assiégée et prise par les Anglais en 1426. Après la fin de la guerre de Cent Ans, la ville fut dotée entre 1460 et 1483 d'une enceinte bien fortifiée dont on peut encore voir la porte Saint-Julien.
La légende raconte que la commune aurait abrité une créature nommée Velue qui aurait été tuée par un villageois.

### Temps modernes
Au dire de Louis XI, la position de la ville en faisait une des clés du Maine ; et Louis Maulny (1681-1765 ; magistrat au présidial du Mans, érudit, historien du Maine), à la fin du XVIIIe siècle, décrit ainsi le château, alors intact : « il est situé au milieu d'un vaste marais couppé par les rivières d'Huisne et de Mesme, au moyen duquel il y a toujours esté facile de couvrir d'eau toutes les prairies voisines […] et il est revêtu d'une double enceinte de murs fort épais, garnis de tours, de bastions, d'esprons et autres ouvrages avancés, et séparés de fossés à eau vive très profonds, par la rivière d'Huisne, deux bras de laquelle enveloppent le Céreuil [?] de dehors et forment une seconde isle dans l'Isle ou terrain de la nouvelle ville ».
Sur les cartes du Maine de l'époque de Robert Garnier, au XVIe siècle, La Ferté-Bernard figure au troisième rang par son importance, bien après Le Mans mais presque à égalité avec Laval ; dès cette époque, comme de nos jours, la route de Paris vers Le Mans, puis Tours et la Bretagne passait par La Ferté-Bernard.
Claude de Guise ci-dessus fut père du duc François de Guise, † 1563, lui-même père d'Henri le Balafré assassiné en 1588, qui céda le marquisat de Mayenne (avec Sablé et La Ferté-Bernard, il fut érigé en duché-pairie de Mayenne en 1573 ; Sablé fut vendu dès 1593/1594 au maréchal de Bois-Dauphin) à son frère cadet Charles de Mayenne (1554-1611 ; 1er duc de Mayenne, chef ligueur). Après la mort en septembre 1621 au siège de Montauban du 2e duc de Mayenne, Henri, fils du 1er duc Charles, ses neveux Charles (1609-1631) et Ferdinand (1610-1632) de Gonzague-Nevers-Rethel, puis son petit-neveu Charles de Gonzague duc de Mantoue (1629-1665 ; fils du précédent Charles de Gonzague), furent les 3e, 4e et 5e ducs de Mayenne avant la vente à Mazarin en 1654. Mais La Ferté-Bernard fut vendue dès 1627/1628 à Georges, 1er duc-pair de Villars-Brancas (1565-1657 ; sa femme Julienne-Hippolyte-Joséphine d'Estrées, vers 1580-1649, était la sœur de la célèbre maîtresse d'Henri IV, Gabrielle) ; puis la seigneurie-baronnie-pairie a été achetée en 1642 par le cardinal de Richelieu (1585-1642) peu de temps avant sa mort la même année.
La Ferté-Bernard passa ensuite au petit-neveu du Principal ministre, Armand-Jean de Vignerot, 2e duc de Richelieu (1629-1715), puis au fils de ce dernier, le célèbre maréchal-3e duc Louis-François-Armand (1696-1788), et à ses descendants : son fils le 4e duc Louis-Antoine-Sophie (1736-1791), père du 5e duc Armand-Emmanuel (1766-1822 ; Président du Conseil des Ministres sous Louis XVIII ; sans postérité), par sa première femme Adélaïde-Gabrielle de Hautefort ; et père d'Armande-Simplicie-Gabrielle (1778-1840 ; marquise de Jumilhac par son mariage avec Antoine-Pierre-Joseph Chapelle de Jumilhac, 1764-1826), par sa deuxième épouse Marie-Antoinette de Galliffet. Le domaine de La Ferté-Bernard échut au XIXe siècle au 6e duc, neveu du ministre de la Restauration, fils de Simplicie de Vignerot-Richelieu et d'Antoine-Pierre de Jumilhac : Odet-Armand Chapelle de Jumilhac (1804-1879 ; sans postérité), et à son frère Armand-Henri (1808-1862 ; il construisit en 1847 le château de/du Haut-Buisson à Cherré ; père du 7e duc Armand-Odet-Richard, 1847-1880, mari d'Alice Heine : parents d'Armand-Odet-Jean-Marie, 8e et dernier duc de Richelieu, 1875-1952, sans postérité).

### Révolution française etXIXesiècle
Elle fut chef-lieu de district de 1790 à 1795 et traversa sans trop souffrir les temps troublés de la Révolution, du Directoire, du Consulat et de l'Empire.
Le 22 novembre 1870, durant la guerre franco-allemande eut lieu « l'affaire de La Ferté-Bernard », où fut engagé le corps franc des Éclaireurs de la Ferté-Bernard. Le 7 décembre 1870, le ballon monté Denis-Papin s'envole de la gare d'Orléans à Paris, alors assiégé par les Prussiens, et termine sa course à La Ferté-Bernard après avoir parcouru 170 kilomètres.
En 1886, La Ferté-Bernard (2 621 habitants en 1881) absorbe Cherré (1 528 habitants) et Saint-Antoine-de-Rochefort (1 512 habitants),,. Cherré reprend son indépendance en 1888.

### XXeetXXIesiècles
La ville a eu à subir deux bombardement en juin 1940 et en 1945.

## Politique et administration

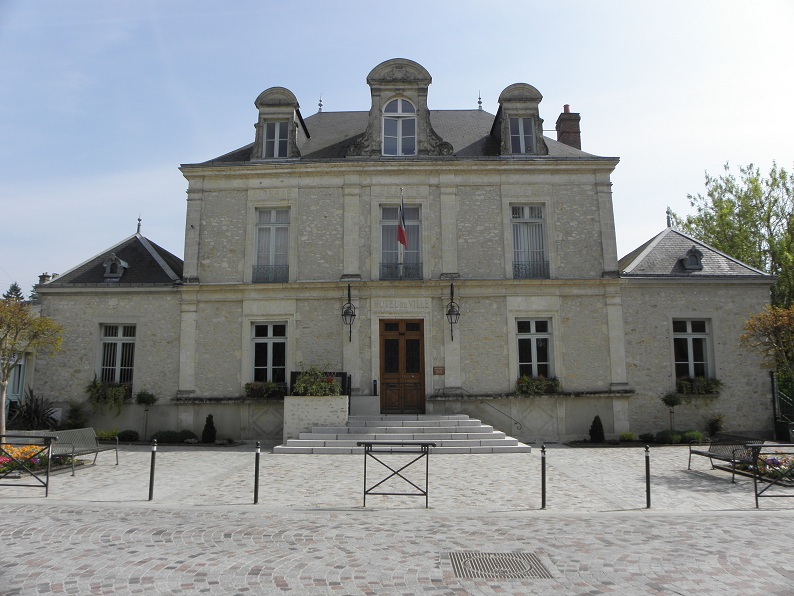
La mairie.

### Liste des maires
Depuis la Libération, huit maires se sont succédé à la tête de la commune.
| Période        | Période                   | Identité            | Étiquette   | Qualité |
| -------------- | ------------------------- | ------------------- | ----------- | --- |
| août 1944      | août 1944                 | Georges Desnos,     | PRRRS       | Ancien négociant Nommé par le Comité local de Libération, décédé en fonction |
| 1944           | octobre 1947              | Gustave Bourlier    |             | Artisan plombier |
| octobre 1947   | mai 1953                  | Jean Béalet         |             | Industriel |
| mai 1953       | avril 1963                | Pierre Brûlé        |             | Minotier Décédé en fonction |
| mai 1963       | mai 1975                  | Paul Chapron        | UDR         | Ancien négociant en beurre Décédé en fonction |
| 7 juillet 1975 | 16 mars 2008              | Pierre Coutable     | RI puis DVD | Commerçant Conseiller général de La Ferté-Bernard (1982 → 2001) |
| 16 mars 2008   | 26 juin 2017              | Jean-Carles Grelier | UMP-LR      | Avocat Député de la Sarthe (5e circ.) (2017 → ) Conseiller départemental de La Ferté-Bernard (2015 → ) Président de la CC de l'Huisne Sarthoise (2006 → 2017) Démissionnaire après son élection comme député |
| 26 juin 2017   | En cours (au 26 mai 2020) | Didier Reveau       | UDI         | Directeur administratif et financier Président de la CC de l'Huisne Sarthoise (2017 → ) Réélu pour le mandat 2020-2026                                                                                       |

Le conseil municipal est composé de vingt-neuf membres dont le maire et cinq adjoints.

## Démographie
L'évolution du nombre d'habitants est connue à travers les recensements de la population effectués dans la commune depuis 1793. Pour les communes de moins de 10 000 habitants, une enquête de recensement portant sur toute la population est réalisée tous les cinq ans, les populations de référence des années intermédiaires étant quant à elles estimées par interpolation ou extrapolation. Pour la commune, le premier recensement exhaustif entrant dans le cadre du nouveau dispositif a été réalisé en 2007.
En 2022, la commune comptait 8 769 habitants, en évolution de −0,89 % par rapport à 2016 (Sarthe : −0,25 %, France hors Mayotte : +2,11 %).
| 1793  | 1800  | 1806  | 1821  | 1831  | 1836  | 1841  | 1846  | 1851  |
| ----- | ----- | ----- | ----- | ----- | ----- | ----- | ----- | ----- |
| 2 200 | 2 314 | 2 336 | 2 400 | 2 535 | 2 604 | 2 583 | 2 631 | 2 615 |

| 1856  | 1861  | 1866  | 1872  | 1876  | 1881  | 1886  | 1891  | 1896  |
| ----- | ----- | ----- | ----- | ----- | ----- | ----- | ----- | ----- |
| 2 614 | 2 613 | 2 719 | 2 563 | 2 637 | 2 621 | 6 228 | 5 239 | 5 162 |

| 1901  | 1906  | 1911  | 1921  | 1926  | 1931  | 1936  | 1946  | 1954  |
| ----- | ----- | ----- | ----- | ----- | ----- | ----- | ----- | ----- |
| 5 080 | 5 049 | 4 929 | 4 547 | 4 494 | 4 846 | 4 975 | 5 682 | 5 442 |

| 1962  | 1968  | 1975  | 1982  | 1990  | 1999  | 2006  | 2007  | 2012  |
| ----- | ----- | ----- | ----- | ----- | ----- | ----- | ----- | ----- |
| 5 979 | 7 444 | 9 137 | 9 614 | 9 355 | 9 239 | 9 262 | 9 251 | 9 074 |

| 2017  | 2022  | - | - | - | - | - | - | - |
| ----- | ----- | - | - | - | - | - | - | - |
| 8 820 | 8 769 | - | - | - | - | - | - | - |

## Économie
À La Ferté-Bernard, eu égard à la proximité d'axes de communication stratégiques (route et voie ferrée Paris - Nantes), les entreprises bénéficient d'un environnement favorable pour s'implanter et se développer[réf. nécessaire].

## Culture locale et patrimoine

### Lieux et monuments
- Porte Saint-Julien, des XVe, XVIIe et XIXe siècles, classée au titre des monuments historiques en 1875[34],[35].
- Église Notre-Dame-des-Marais, du XIIIe au XVIIe et XIXe siècles, classée au titre des monuments historiques en 1840[36],[37]. En hauteur, un balcon étonnant est soutenu par des piliers en forme des lettres qui dessinent un hymne à la Vierge. L'édifice abrite un orgue en nid d'hirondelle datant de 1532, restauré et reconstitué en 1986, possédant deux claviers, un pédalier et dix-sept jeux. Le buffet et la tribune sont classés au titre d'objets. L'église compte également trente vitraux classés au titre d'objets.
- Château de la Ferté-Bernard, des XIe, XIVe, XVe, XVIe et XVIIe siècles, inscrit et partiellement classé au titre des monuments historiques en 1981[38],[39]
- Hôtel Courtin de Torsay, au 42 rue de l'Huisne, des XVIIe et XIXe siècles, partiellement inscrit au titre des monuments historiques en 1993[40].
- Maison du 15 rue d'Huisne, du XVe siècle, partiellement inscrite au titre des monuments historiques en 1929 pour son poteau sculpté[41].
- Maison du 7 rue Carnot, du XVe siècle, inscrite au titre des monuments historiques en 1926[42],[43].
- Maison du 10 rue Carnot, des XVe, XVIe et XVIIe siècles, partiellement inscrite au titre des monuments historiques en 1926[44],[45].
- Fontaine Carnot, située face à l'église Notre-Dame-des-Marais, des XVIe et XVIIe siècles, inscrite aux monuments historiques en 1989[46],[47].
- Maisons des 14 et 16 place Carnot, des XVe (?), XVIe et XIXe (?) siècles, partiellement inscrites au titre des monuments historiques en 1926[48].
- Halles des XIVe, XVe, XVIe et XVIIIe siècles, inscrites au titre des monuments historiques en 1973[49],[50].
- Église Saint-Antoine-de-Rochefort, de l'ancien bourg de Saint-Antoine-de-Rochefort, à l'ouest de la vieille ville, inscrite au titre des monuments historiques en 1986[51].
- Chapelle Saint-Lyphard[52], ancienne chapelle du château. Elle est bâtie au XIIe siècle par la famille Bernard, seigneurs de La Ferté.
- Les rues Carnot, Bourgneuf, d'Huisne et Ledru-Rollin comptent un grand nombre d'édifices du XVe au XVIIe siècle, recensés à l'inventaire supplémentaire du patrimoine culturel.
- Les canaux peuvent être parcourus en barque du mois de juin à l'automne.
- Lac de La Ferté-Bernard, avec une plage artificielle permettant la baignade.
- Gare de La Ferté-Bernard.

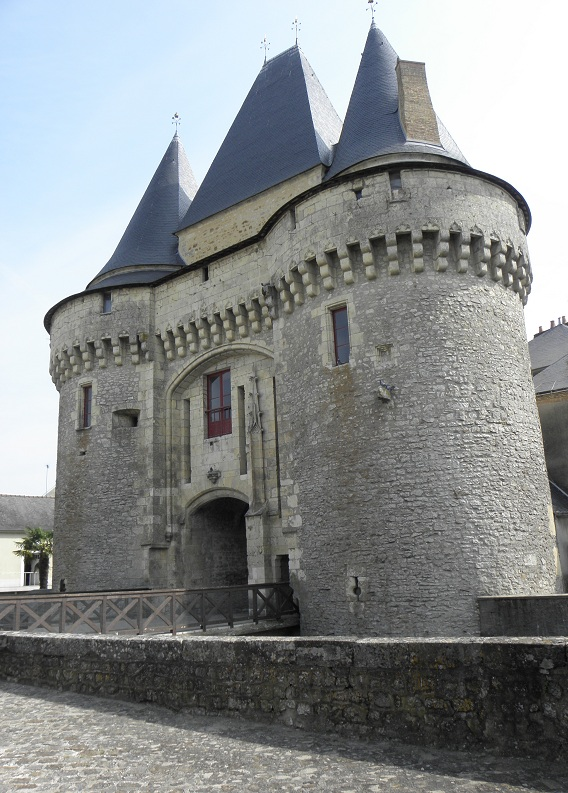
La porte Saint-Julien.
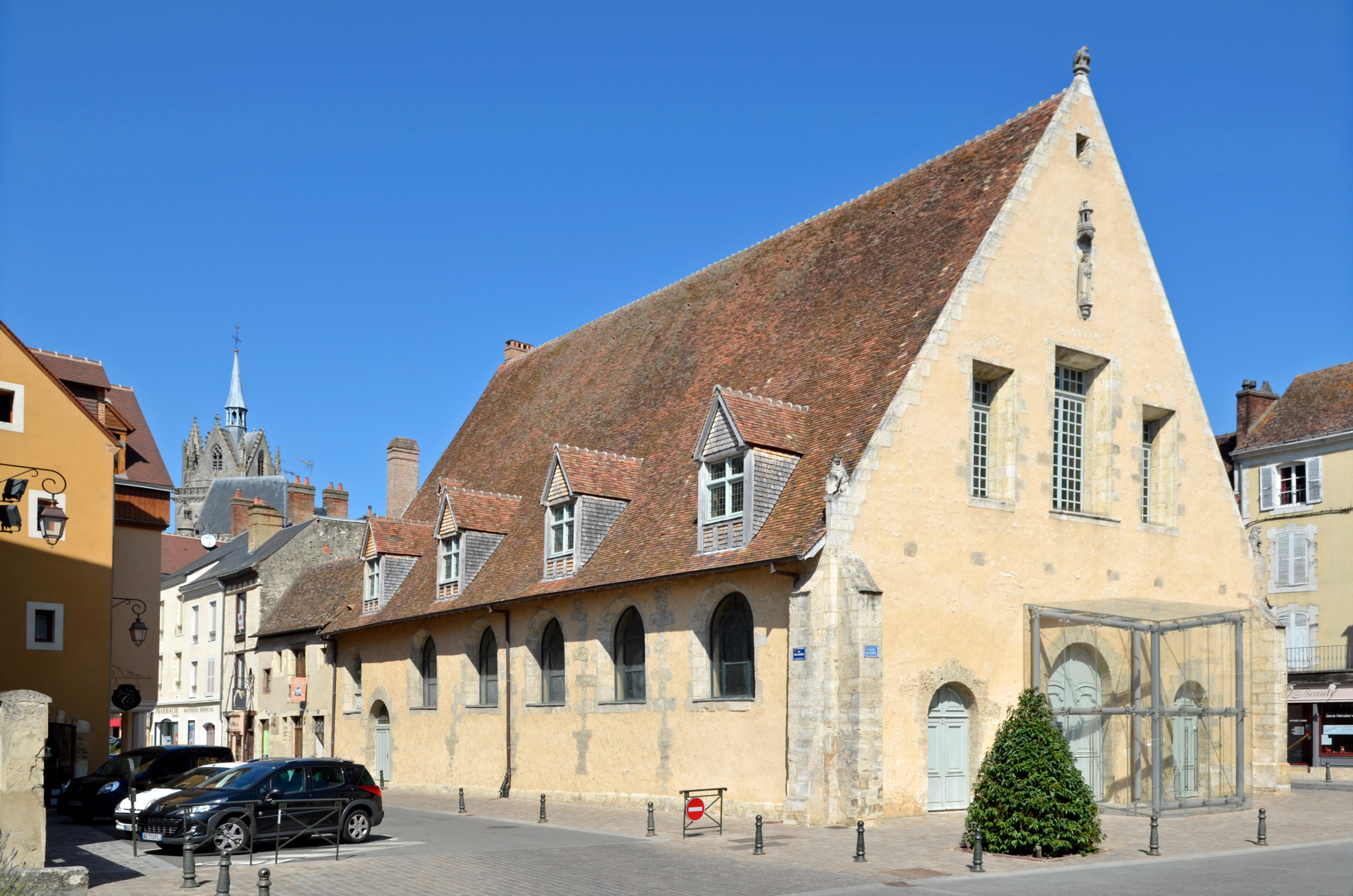
Les halles.
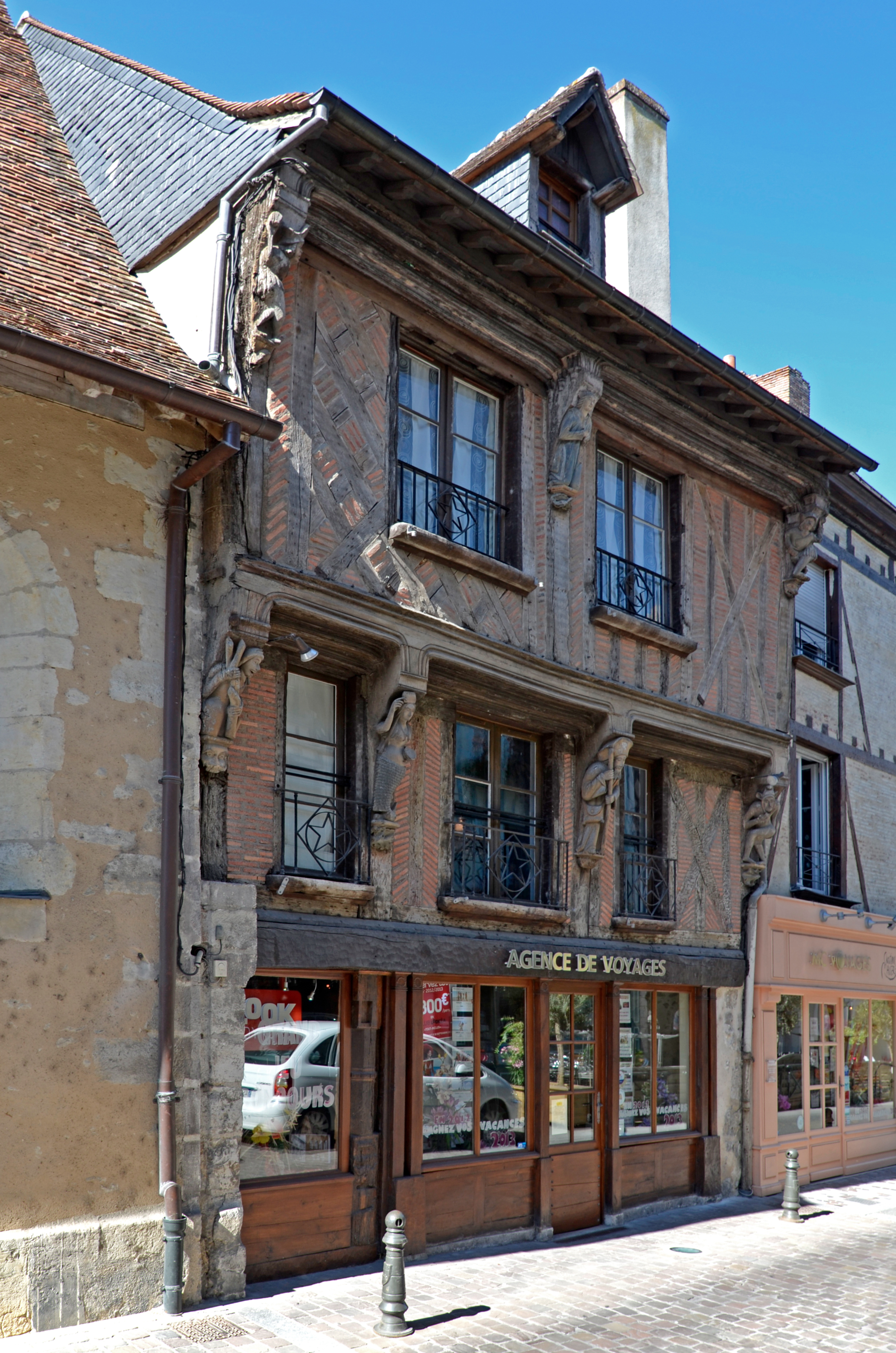
La maison du 10 rue Carnot.
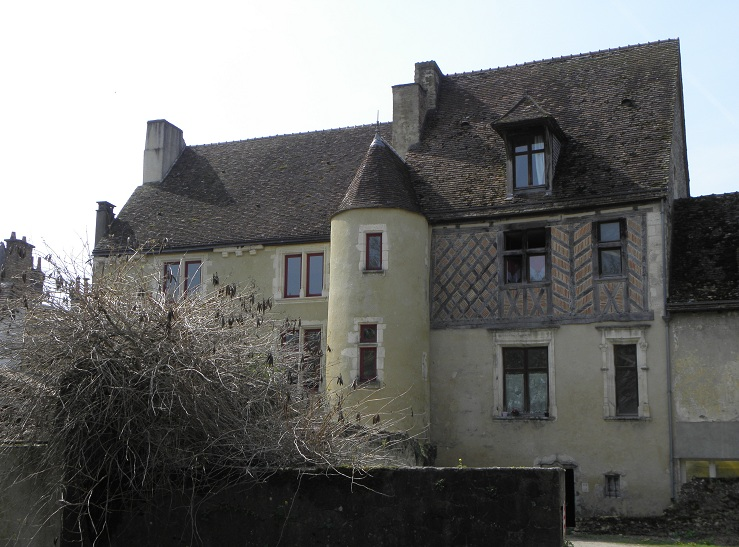
Un hôtel particulier.
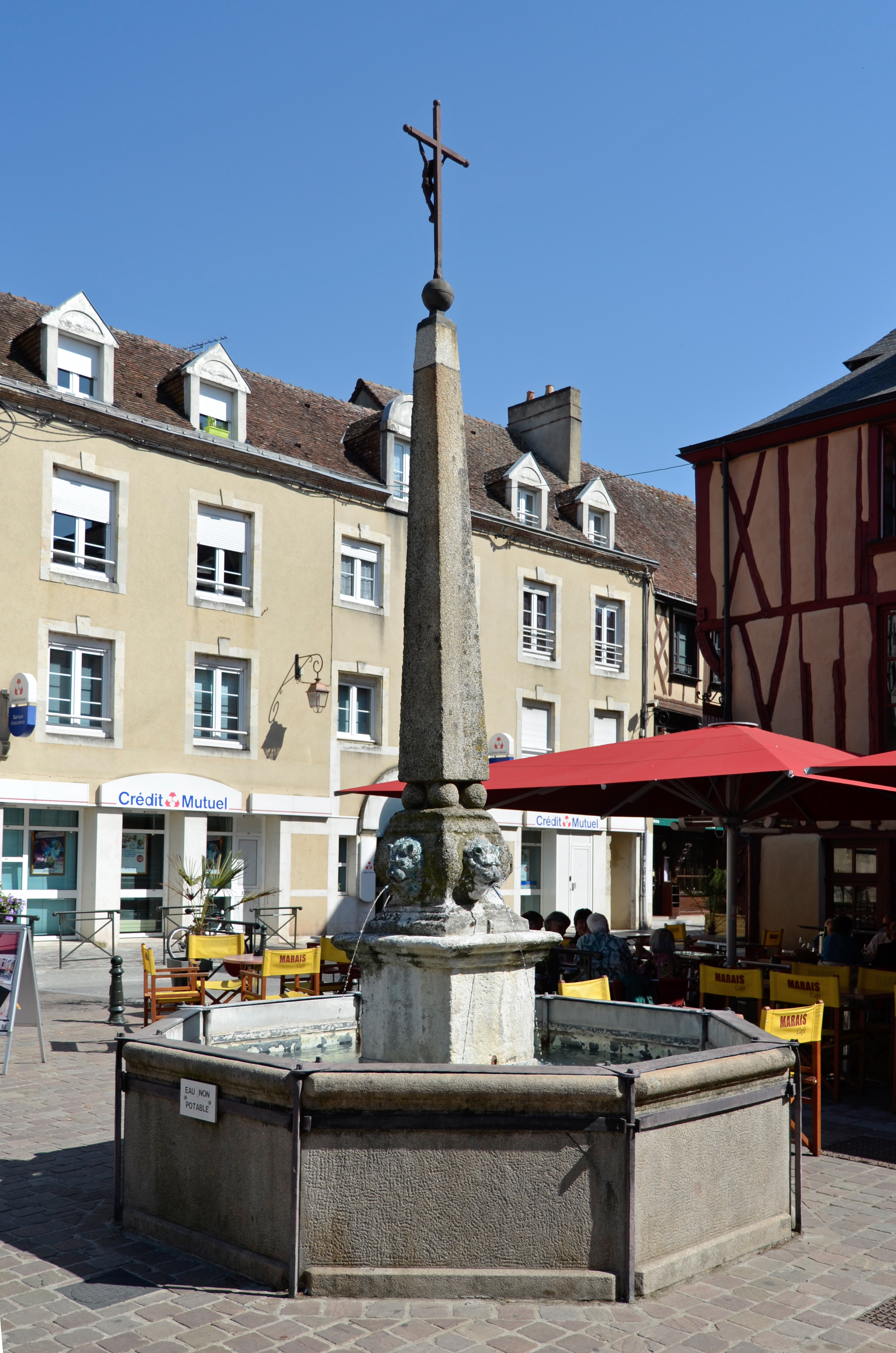
La fontaine Carnot.
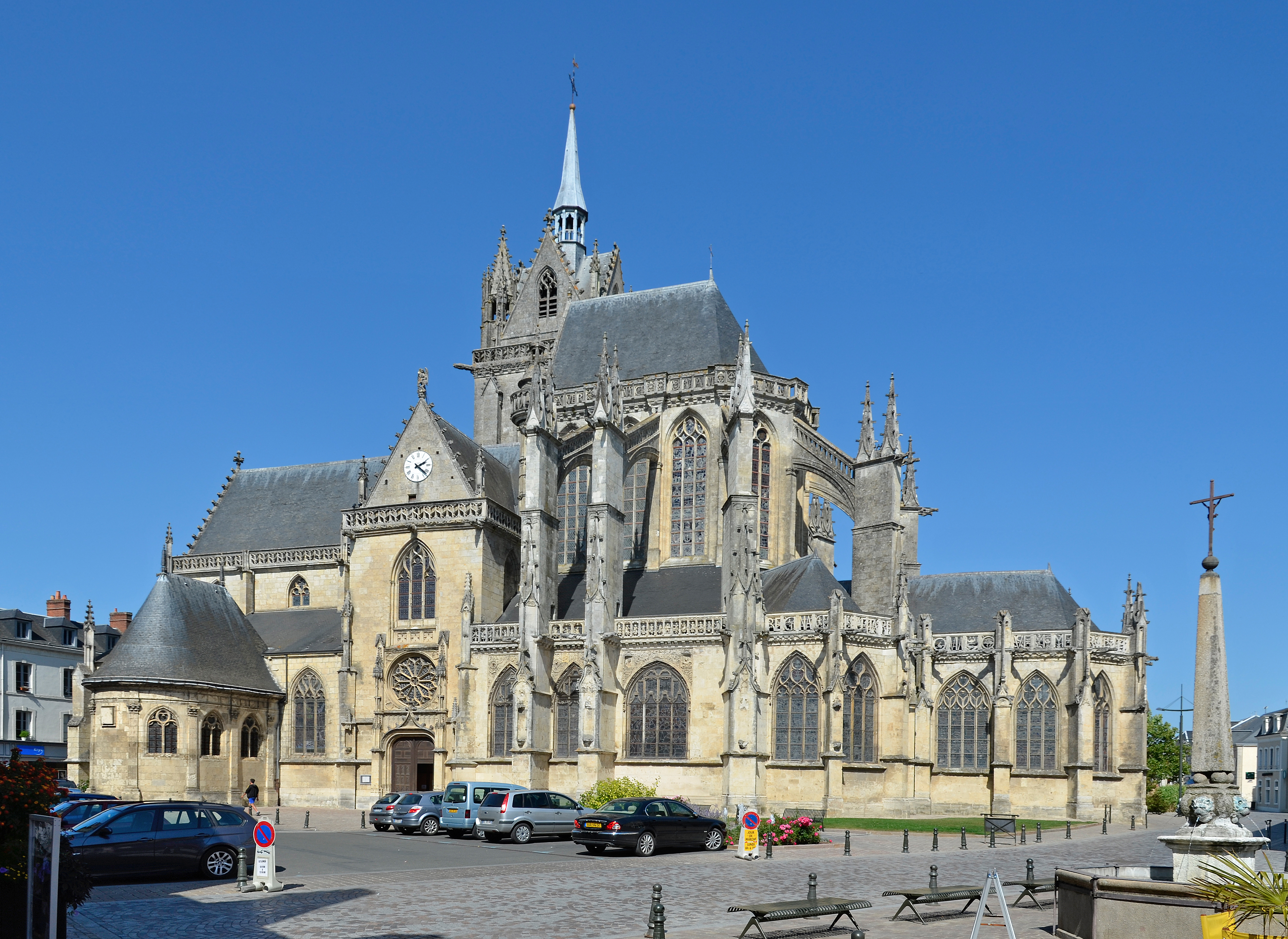
L'église Notre-Dame-des-Marais.
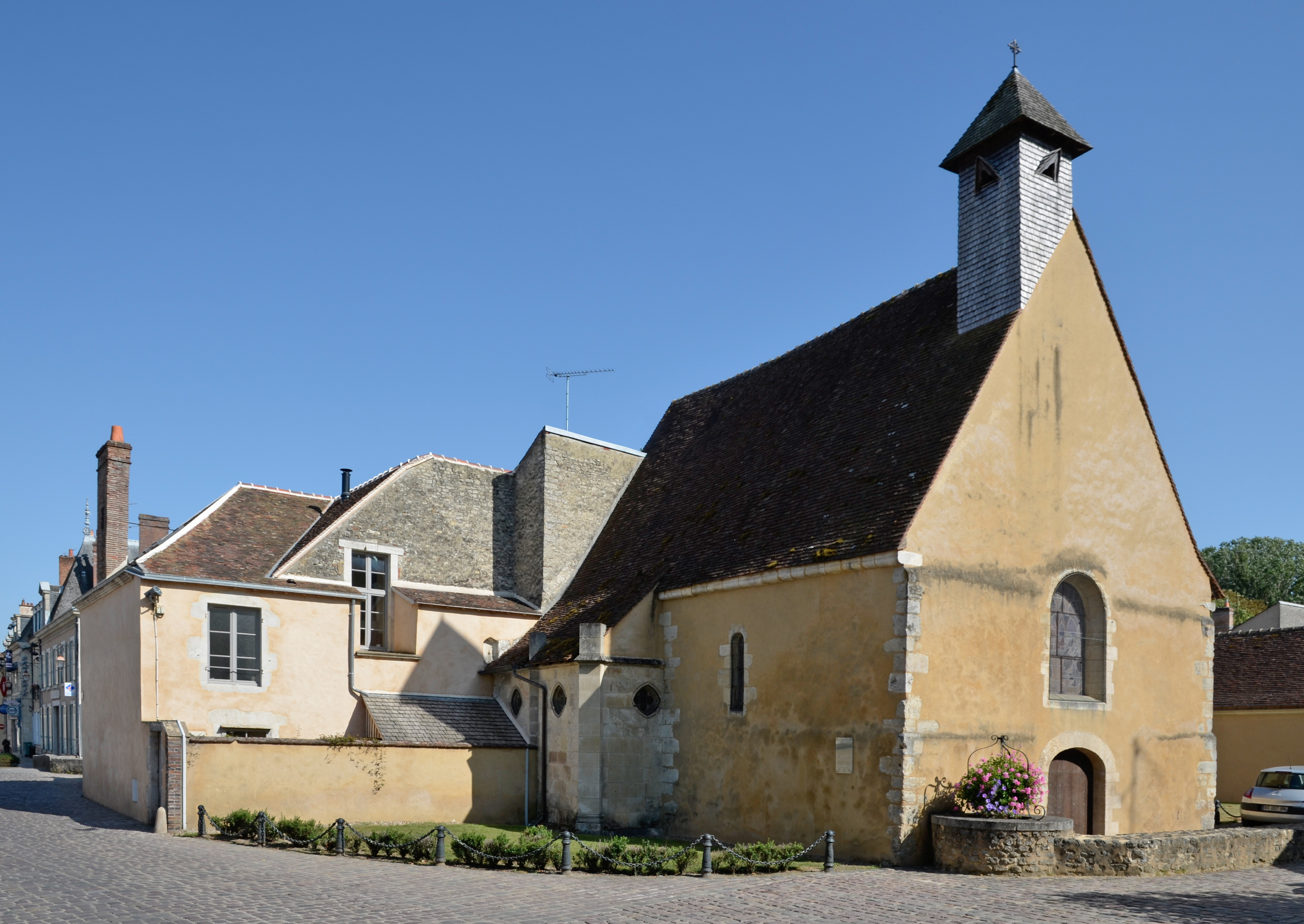
La chapelle Saint-Lyphard.

### Activité, label et manifestations

#### Jumelages
- Lauffen am Neckar (Allemagne) depuis 1974, 11 058 habitants.
- Louth (Royaume-Uni) depuis 1981, 17 000 habitants.

#### Sports
Football : Le Vélo Sport fertois fait évoluer une équipe sénior de football en Régional 2 et deux autres équipes en division de district.

#### Loisirs
La Ferté-Bernard propose l'été, depuis 1998, des balades en barques sur l'Huisne.

#### Labels
La commune est une ville fleurie (deux fleurs) au concours des villes et villages fleuris.
Une étoile au guide vert Michelin depuis juin 2017.

#### Manifestations
- Slalom automobile organisé par l'Auto moto club fertois, épreuve de la coupe de France de slalom[55].
- Festival d’humour, en mars[56] : « Les Rendez-vous de Saint Lyphard », troupes d’artistes professionnels et amateurs animant le centre-ville durant tout le week-end des Rameaux (théâtre de rue, chorales, spectacles, clowns…).
- Septembre : la foire commerciale et associative des Trois Jours ainsi que le Festival international et Grand Prix de peinture organisé par l'office de tourisme en partenariat avec le Bureau international des expositions[57]. L'invité d'honneur de la 4e édition (22 au 30 septembre 2012) sera la République dominicaine[58].

### Personnalités liées à la commune
- Jean Glapion (La Ferté-Bernard, ca. 1460 - Valladolid, 14 septembre 1522), cordelier devenu par la suite conseiller et confesseur de l'empereur Charles Quint.
- Anne-Antoinette Champion (née le 22 février 1710 à La Ferté-Bernard), l'épouse de Denis Diderot.
- Robert Garnier, (1544 à La Ferté-Bernard - 1590), dramaturge humaniste, poète de la Renaissance et ami de Ronsard, La Ferté-Bernard comprend un patrimoine du Moyen Âge et de la Renaissance.
- Antoine Louis Philibert Bailleul (1751 à La Ferté-Bernard - 1807), homme politique, député du tiers état pour la bailliage du Perche, député de l'Orne au Conseil des Cinq-Cents.
- Louis Charles René Vérité (1753 à La Ferté-Bernard - 1836 à La Ferté-Bernard), homme politique, député de la Sarthe de 1791 à 1792.
- Josette Alia (née en 1929 à La Ferté-Bernard - 2014), journaliste.
- Philippe Djian (né en 1949), écrivain, qui y a écrit ses premières nouvelles alors qu'il travaillait de nuit au péage d'autoroute de la Ferté-Bernard[59].
- Stéphane Le Foll (né en 1960), ministre, a enseigné l'économie au lycée de La Ferté-Bernard[60].
- Esculape Marsal, dit E. Marsala (né en 1964 à La Ferté-Bernard[61]), écrivain et journaliste.
- Patrick Rambourg (né en 1965, il a passé son enfance à La Ferté-Bernard où ses parents tenaient un restaurant), historien des pratiques culinaires et alimentaires.
- Nicolas Edet (né en 1987 à La Ferté-Bernard), cycliste.
- Gaëtan Poussin (né en 1999), footballeur professionnel passé par les Girondins de Bordeaux, est né et a été formé au club de football local, le VS Fertois Football, de 2005 à 2011. Son père, Alexandre Poussin, a lui aussi joué dans ce club et était lui-même gardien.

### Héraldique
| Armes de La Ferté-Bernard | Les armes de la commune de La Ferté-Bernard se blasonnent ainsi : De gueules au lion léopardé d'or, au chef cousu d'azur chargé de trois fleurs de lys aussi d'or. |

## Dans la culture populaire
- Trois scènes de la pièce de théâtre Becket ou l'Honneur de Dieu (1959) de Jean Anouilh se passent à la Fertė-Bernard: une discussion entre le roi de France et l'archevêque de Cantorbéry Thomas Becket, une courte discussion de soldats anglais puis une longue discussion entre le roi d'Angleterre Henri II et Thomas Becket.
- Le film la Fracture du myocarde y a été tourné en 1990 dans un collège et une maison.